# Bluefields

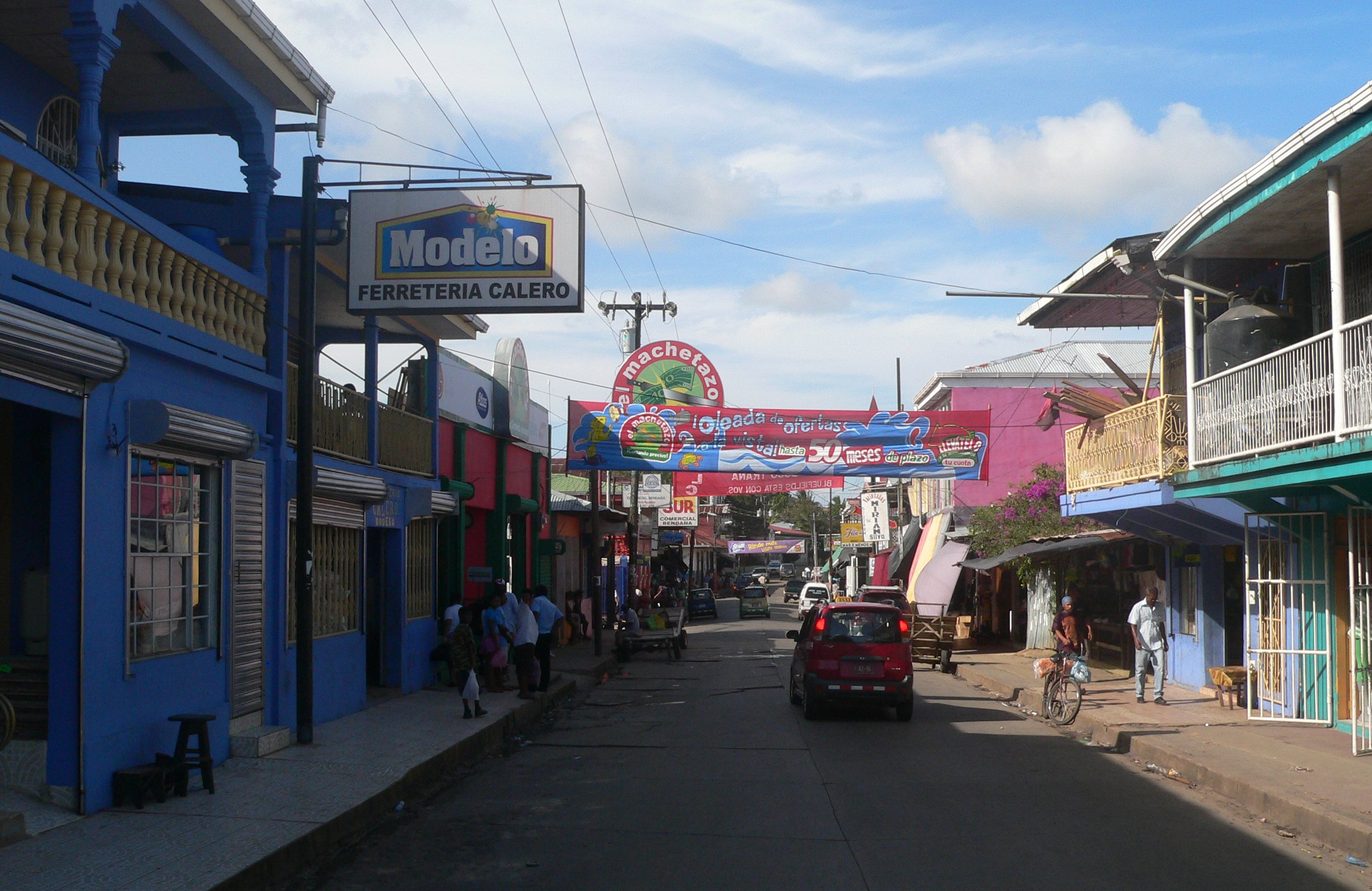
Bluefields

Bluefields és una ciutat de Nicaragua, capital de la Regió Autònoma de l'Atlàntic Sud, a la Costa de Mosquitos. Té una població de 43.909 habitants. És a 383 km de la capital de Nicaragua, Managua. Els seus municipis veïns són Kukra Hill al nord, San Juan del Norte i El Castillo al sud, Nueva Guinea i El Rama a l'oest i el mar Carib a l'est.

## Ciutats agermanades
- Girona, Catalunya (1987)